# 小倉城
小倉城（こくらじょう）は、福岡県北九州市小倉北区にある日本の城。江戸時代には小倉藩の藩庁が置かれた。
別名として勝山城、勝野城、指月城、湧金城、鯉ノ城などがある。

## 概要
1569年（永禄12年）、中国地方の戦国大名毛利氏が城を築いたことから始まり、高橋鑑種や毛利勝信が居城した。関ヶ原の戦いで徳川家康に与した細川忠興は、徳川政権下で豊前国へ加増転封となり、1602年（慶長7年）から約7年かけて唐造の天守閣を築城し、細川氏の肥後国熊本藩へ転封となった後、1632年（寛永9年）に譜代大名である小笠原忠真が入城し、以後幕末まで小笠原氏が居城した。
1837年（天保年）に失火のため天守閣が焼失し、残る城郭も1866年（慶応2年）、第二次長州征討で長州藩の反撃を受けた小倉藩が、混乱の中で自ら城を焼却した。
明治時代から第二次世界大戦中には、大日本帝国陸軍歩兵第12旅団や第12師団の司令部が城内に置かれた。戦後、1959年に天守閣が再建された。

## 歴史
江戸時代中期の小倉藩士の春日信映が編纂した『倉城大略誌』には、
- 最初の築城年代は明らかではないが文永年間（1264年 - 1274年）に緒方大膳亮惟重が居城した。
- 緒方惟重の孫の緒方石見守惟尚は、延慶年中（1308年 - 1311年）に水原備中守定允に城を攻め落とされ、伊予国宇和島まで落ち延びた。
- 1330年（元徳2年）に黒崎土佐守景経が小倉に城を築き居城としたが、建武元年に長野七郎貞家によって攻め滅ぼされ、長野貞家が城主となった。
- 長野但馬守教家のとき、応永年中に大内氏によって滅ぼされ、大内氏の持城となり城代として杉左馬助重兼、杉主膳重之、杉宮内左衛門重植、小林六郎兵衛光任等が置かれた。
- 1442年（嘉吉2年）に太宰少弐頼冬が攻め落とし番兵を置いたが、三四ヶ月後には原田近江守種虎に奪われた。
- 文明年間（1469年 - 1486年）には菊池出羽守武村入道一玄とその子の菊池荒太郎武陸が在城していた。
- 延徳2年8月に臼杵掃部助高直によって攻め落とされ、菊池武陸の子の平蔵は里見源三郎の介錯により切腹した。
- 永正年間から享禄年間にかけては小野田兵部少輔種尚が在城した。
- 享禄4年4月から天文年間は、長野壱岐克盛が在城した。
- 弘治から永禄の頃は大内の一族の冷泉五郎高祐が在城した。

と記されているが、上記は同時代の信頼性の高い史料には無い。
- 1569年（永禄12年）、毛利氏らと結んで大友氏に対し反乱を起こしていた宝満・岩屋城督高橋鑑種が降伏した結果、小倉城に領地替えとなる。
- 1587年（天正15年）、高橋鑑種の養嗣子・高橋元種は豊臣軍の侵攻に小倉城を開城。豊臣秀吉の家臣であった森勝信が豊前国企救郡、田川郡の6万石（一説に10万石）を与えられ、小倉城に入城する。この当時の城の様子については、記録がなく詳しく分かっていない。なお、子の勝永にも豊前国に1万石（4万石とも）を与えられ、この際に秀吉の計らいによって、元の姓である森に変えて中国地方の太守・毛利氏の姓を名乗らせている。毛利勝信・勝永父子は関ヶ原の戦いで西軍に付き改易となる。
- 1600年（慶長5年）、関ヶ原の戦いの論功行賞で丹後国宮津18万石の領主であった細川忠興が豊前国1国と、豊後国速見郡、国東郡合せて39万9千石で入封。初め黒田氏の居城であった豊前国の中津城に入城するが、1602年から7年かけて毛利氏の居城であった小倉城を改築し居城した。なお、この時に城下町も整備され紫川で東西に二分し、西は主として侍町、東は町人や下級武士達の町とした。
- 1632年（寛永9年）、細川家が54万石で肥後国に移封後、播磨国明石から譜代大名の小笠原忠真が豊前国企救郡、田川郡、京都郡、中津郡、築城郡、上毛郡、計6郡15万石で入封。小倉城を居城とする。以後、幕末の慶応年間まで小笠原氏の居城となる。
- 1837年（天保8年）、本丸御殿、天守を焼失[4]し、それ以後天守は再建されず。
- 1863年（文久3年）4月、海防強化のため、城の外郭で海からの入口に当たる紫川河口両岸に砲台（東浜台場・西浜台場）を建設[6][7]。
- 1866年（慶応2年）、第二次長州征討で小倉藩と長州藩の戦闘の際、小倉藩は長州藩の攻勢の前に小倉城撤退を決める。同年8月1日、小倉藩の付火により小倉城を焼却[4]し、幼少の藩主は熊本藩に退避。家老以下の藩首脳は香春で指揮を執った。
- 1867年（慶応3年）、長州藩と小倉藩で和平が成立。しかし、小倉城を含む企救郡は長州藩の預りとされ、引き続き占領されたままとなったため、以後も藩庁は香春に置かれ、お茶屋（藩主巡察時の滞在施設）を中心に付近一帯の町人宅も多数借り上げて設置された（その後、1870年（明治2年）に京都郡豊津（現在のみやこ町）に藩庁を新設し移転）。
- 1875年（明治8年）、陸軍の歩兵第14連隊と、歩兵第14連隊を管轄する歩兵第12旅団本部が松の丸跡に置かれる。
- 1898年（明治31年）、陸軍第12師団司令部庁舎が本丸跡に建てられる（1925年（大正14年）久留米に移転）。
- 1934年（昭和9年）、八坂神社が鋳物師町より城内に遷座された。
- 1959年（昭和34年）、鉄筋コンクリート構造で天守が外観復興された。内部は郷土資料館として利用された。
- 1990年（平成2年）、内部全面リニューアル、ジオラマ・からくりシアター等を導入し、体験型施設に変更された。

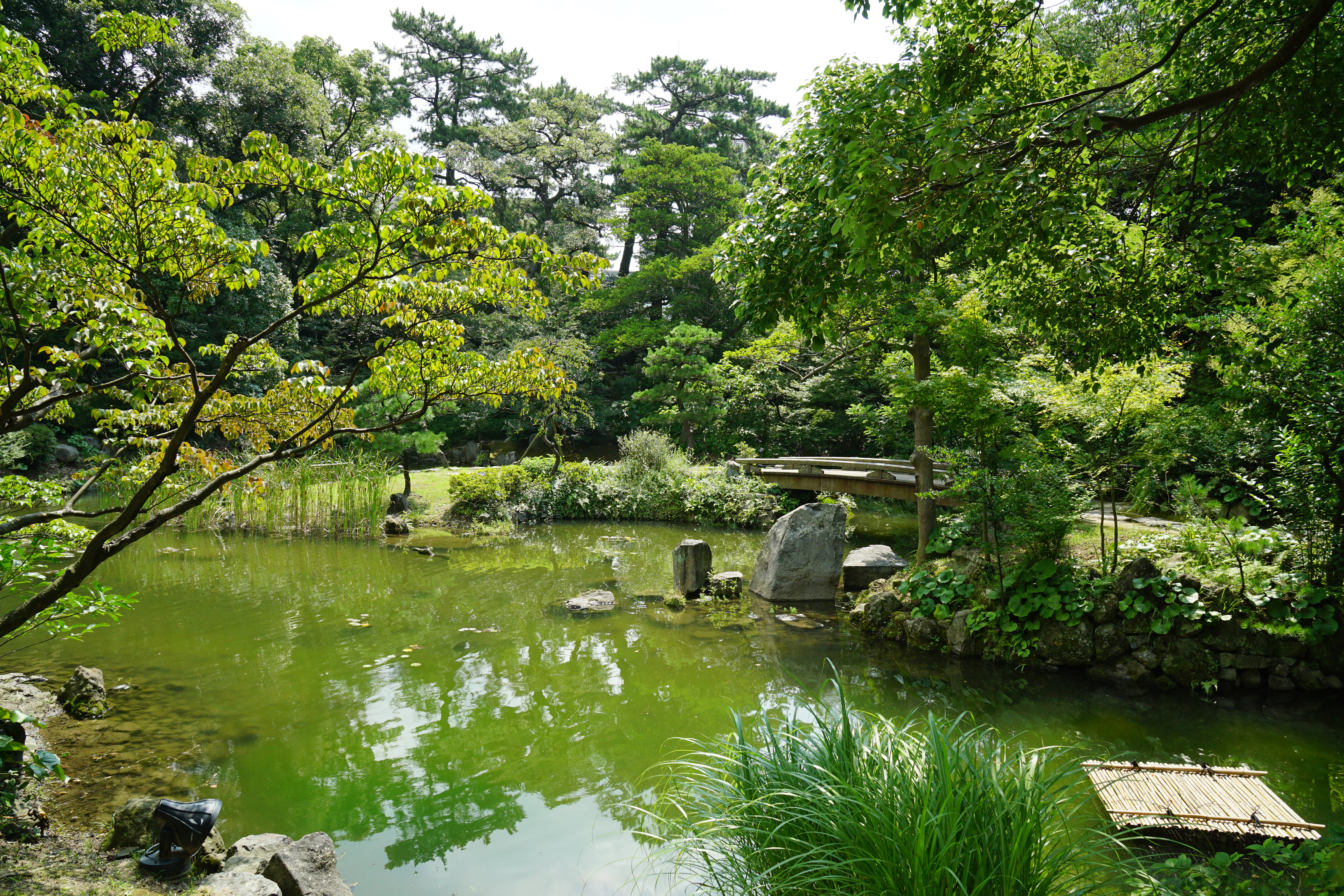
小倉城庭園

- 1998年（平成10年）、小倉城庭園および北九州市立松本清張記念館が開館した。
- 2004年（平成16年）春から秋にかけての調査により、篠崎口から清水門の外堀（総構）で畝堀と堀障子が発見される[2]。忠興当時のものと考えられている。
- 2007年（平成19年）、瓦屋根約9万枚を全面葺き替え。
- 2017年（平成29年）、続日本100名城（181番）に選定された[8]。
- 2019年（平成31年）3月30日、2018年8月より閉館して改装を行い、内部全面リニューアル[9]。エレベーター新設。同時に、大手門広場に観光客施設「しろテラス」オープン[10]。

## 構造
本丸を中心に、南に松丸、北に北の丸、それらを囲い込むように二の丸、三の丸、外郭が配された梯郭式平城であった。建物は、野面積みの石垣の上に大天守と平の小天守1基、平櫓117、二重櫓16、櫓門12、狭間3271を配していた。城下は、城の東を流れる紫川を天然の堀として活用し城内に町を取り込んだ総構えを採っていた。

### 天守
細川忠興によって建てられた天守は、4重5階の大天守と1重の小天守からなる連結式層塔型天守で、大天守は最上層の入母屋破風以外に破風が無い簡素な外観を大きな特徴としていた。最上階は、3間四方の御上段を取り囲むように東西に2間×5間と南北に1間×3間の縁側をめぐらせ、外側には戸板で覆った半間幅の内縁がせり出しており、「唐造り（南蛮造り）」と称された。この戸板は黒塗りで、下階の白漆喰塗籠とは対照的であったため、「黒段」と呼ばれていた。『倉府見聞集』には、この唐造りの構造の由来が記載されている。当代一流の茶人であり文化人であった忠興の美意識が現れた個性的で独特な外観の天守は当時他に類を見ないものであり、視察が訪れるほどの評判を呼んだ。津山城天守と高松城天守は小倉城天守を参考にしたものと伝わる。
この天守は天保8年（1837年）に失火によって御殿とともに焼失し、残った天守台には「御三階」と呼ばれる建築を建て、天守の代用としていた。
| 階層                    | 梁間 （南北）        | 桁行 （東西）        | 高さ                 |                                              |
| 5階                     | 6間                  | 8間                  | 1間半                |                                              |
| 4階                     | 5間                  | 7間                  | 1間半                |                                              |
| 3階                     | 7間                  | 9間                  | 2間半                |                                              |
| 2階                     | 10間                 | 12間                 | 2間半                |                                              |
| 1階                     | 13間                 | 15間                 | 1間半                |                                              |
| 総高 （天守台上から棟） | 12間3尺5寸           | 12間3尺5寸           | 12間3尺5寸           |                                              |
| 出典                    | 『豊前小倉御天守記』 | 『豊前小倉御天守記』 | 『豊前小倉御天守記』 | イラストによる江戸時代の小倉城天守の景観再現 |

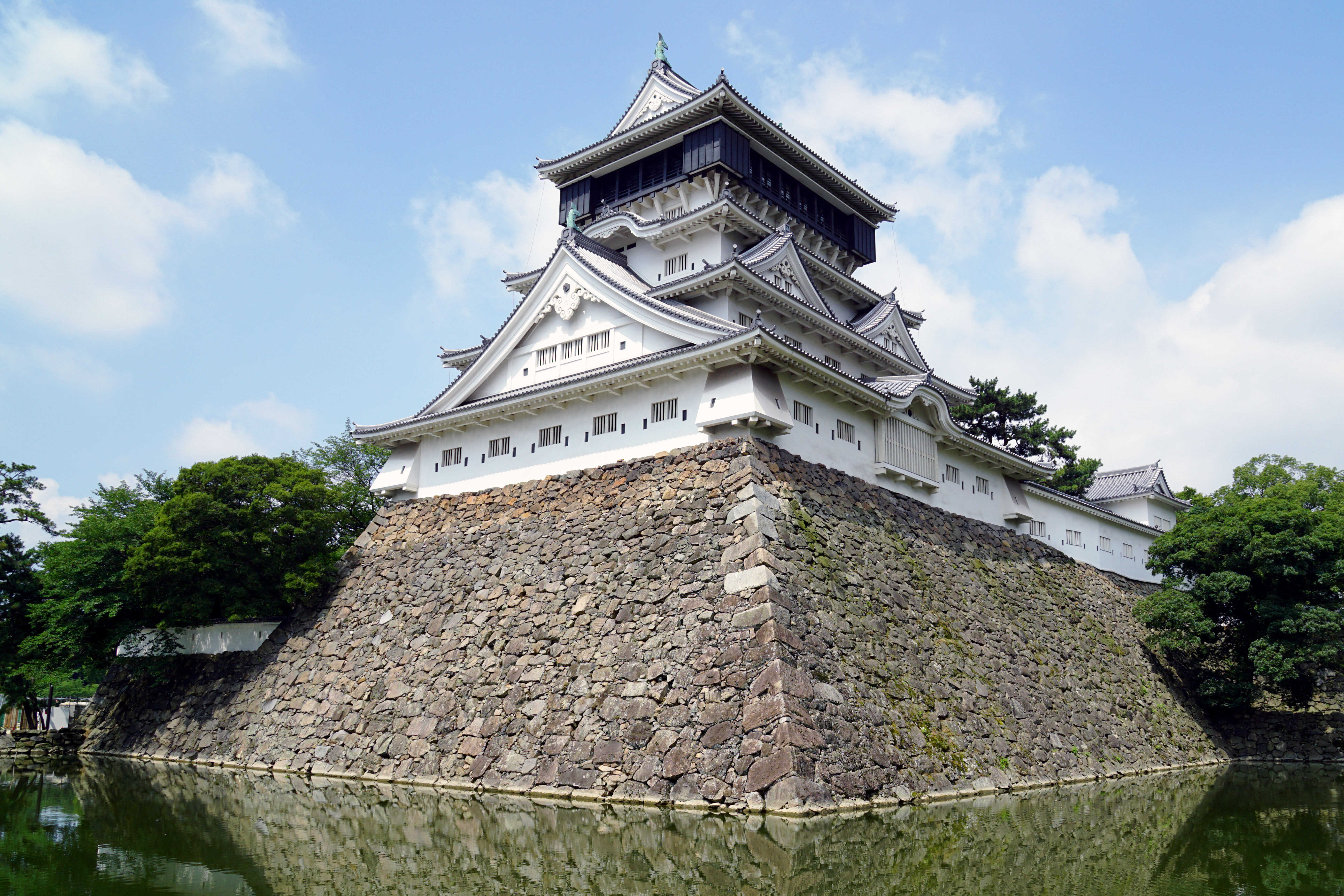
復興天守

現在見られる天守は『豊前小倉御天守記』『小倉城絵巻』『延享三年巡見上使御答書』等をもとに藤岡通夫の設計考証により鉄筋コンクリート構造によって復興されたもので、6千万円の費用を掛けて1959年（昭和34年）に完成した。
藤岡の当初案は資料考証に基づいたものであったものの、建設資金を捻出した地元商工会の「お城の恰好をよくするためには必要」という要望によって、大入母屋破風や千鳥破風、唐破風などの破風が追加されてしまったため、外観は史実と大きく異なる。
藤岡は「破風がなければ天守らしくない、ぜひ破風を付けてもらいたい、あれがなければ観光客に訴える力がない、と強硬に責められるので、仕方がなくくっつけたが、やはり本当はない方がよかった」と述べている。小倉出身の小説家で地元の文化振興に尽力した劉寒吉は「破風のないノッペラボーの葺きおろしを特色とする天守である方が、資料的価値とともに、どんなにか観光的であったろうに」と述べている。
このように昭和になってから新造された天守であるため文化財には指定されておらず、最上階の5階まで上水道が引かれるなど観光施設として運営されている。2024年時点の指定管理者は「TEAM城下町小倉共同事業体」で、寿司店やカフェの出張開設、プロレス興行などを行なっているほか、スタッフ17人が細川忠興やその夫人の細川ガラシャ、宮本武蔵に扮する「小倉城武将隊」が活動している。

## ギャラリー

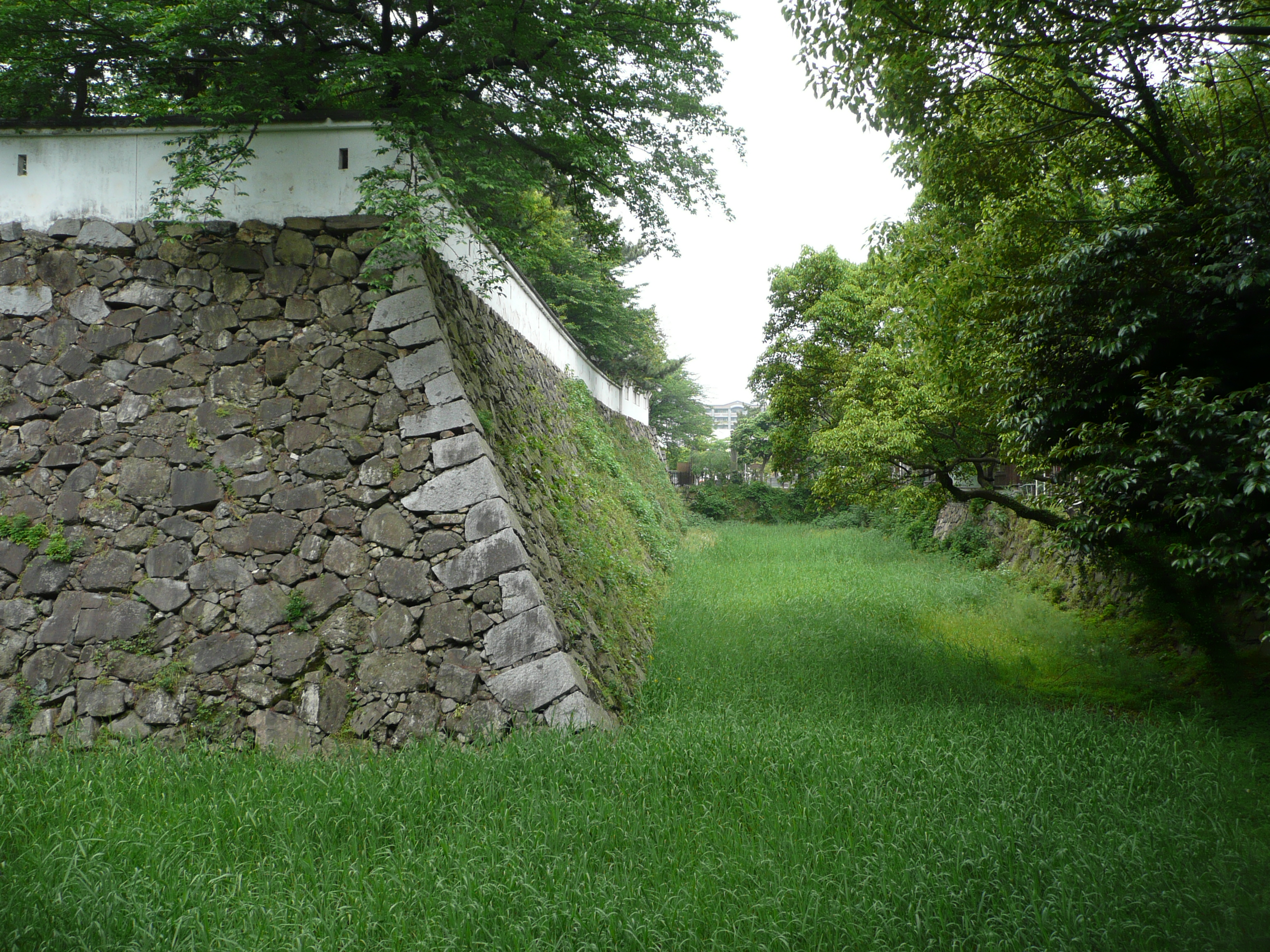
本丸の空堀
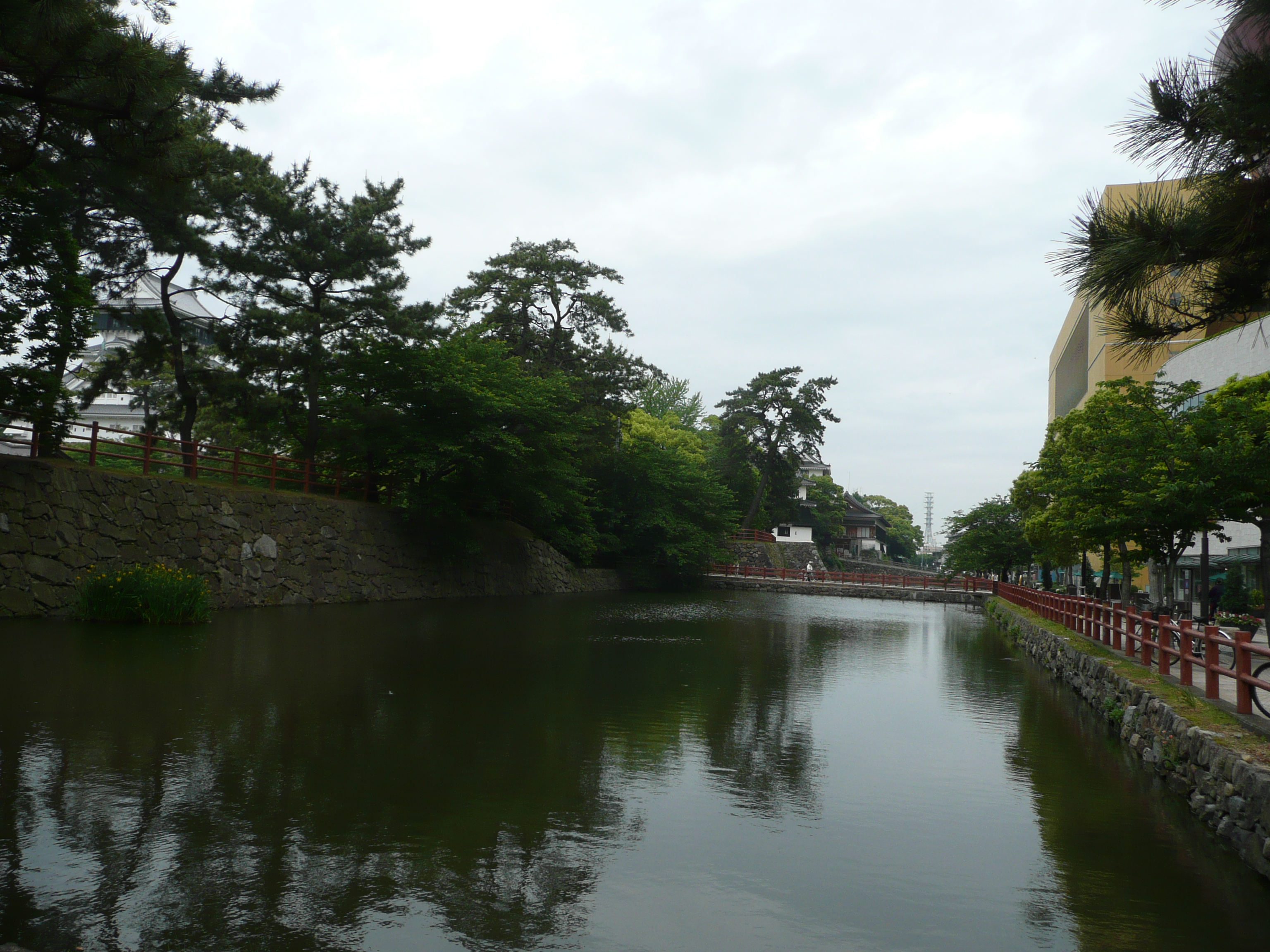
水堀
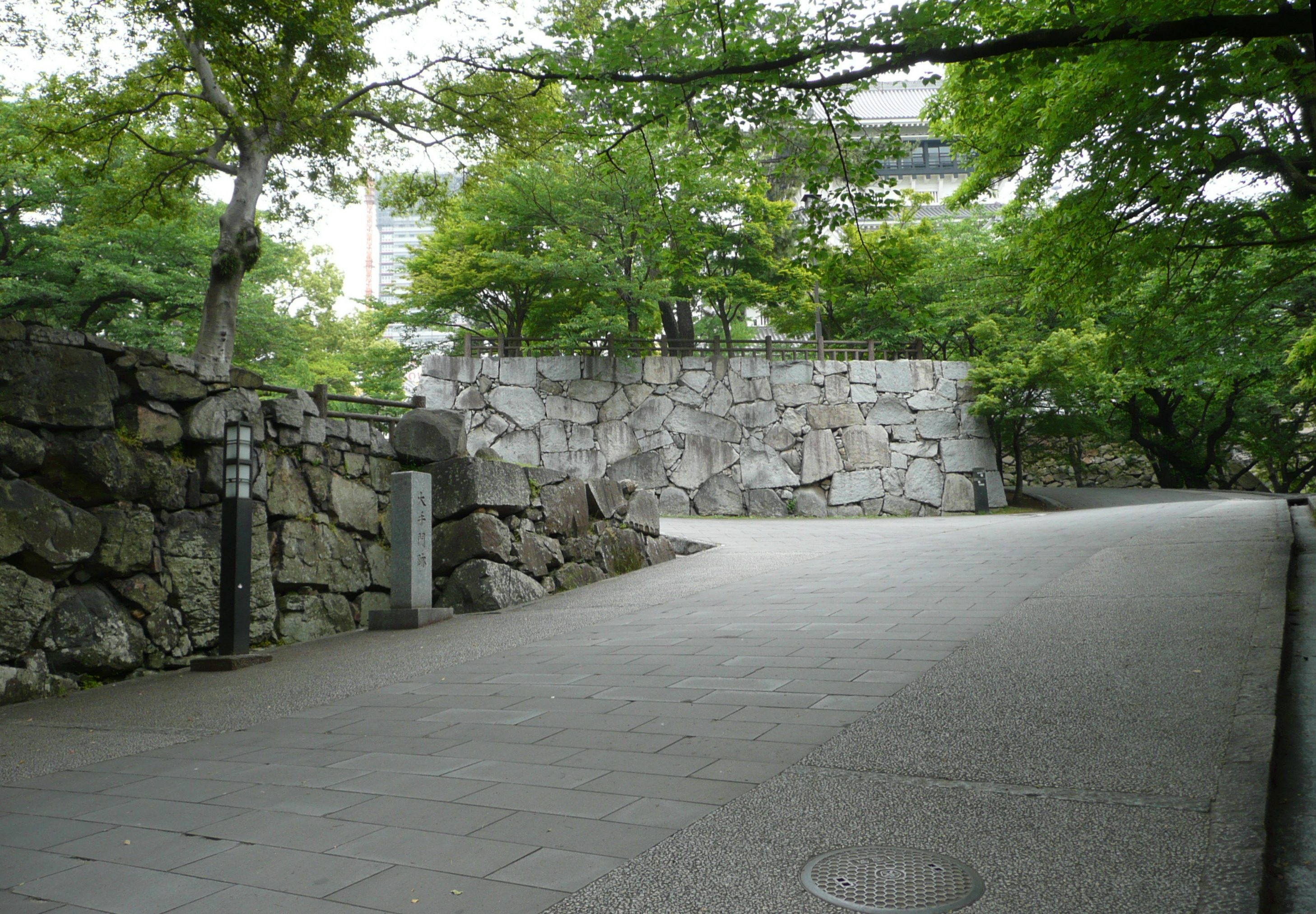
大手門跡
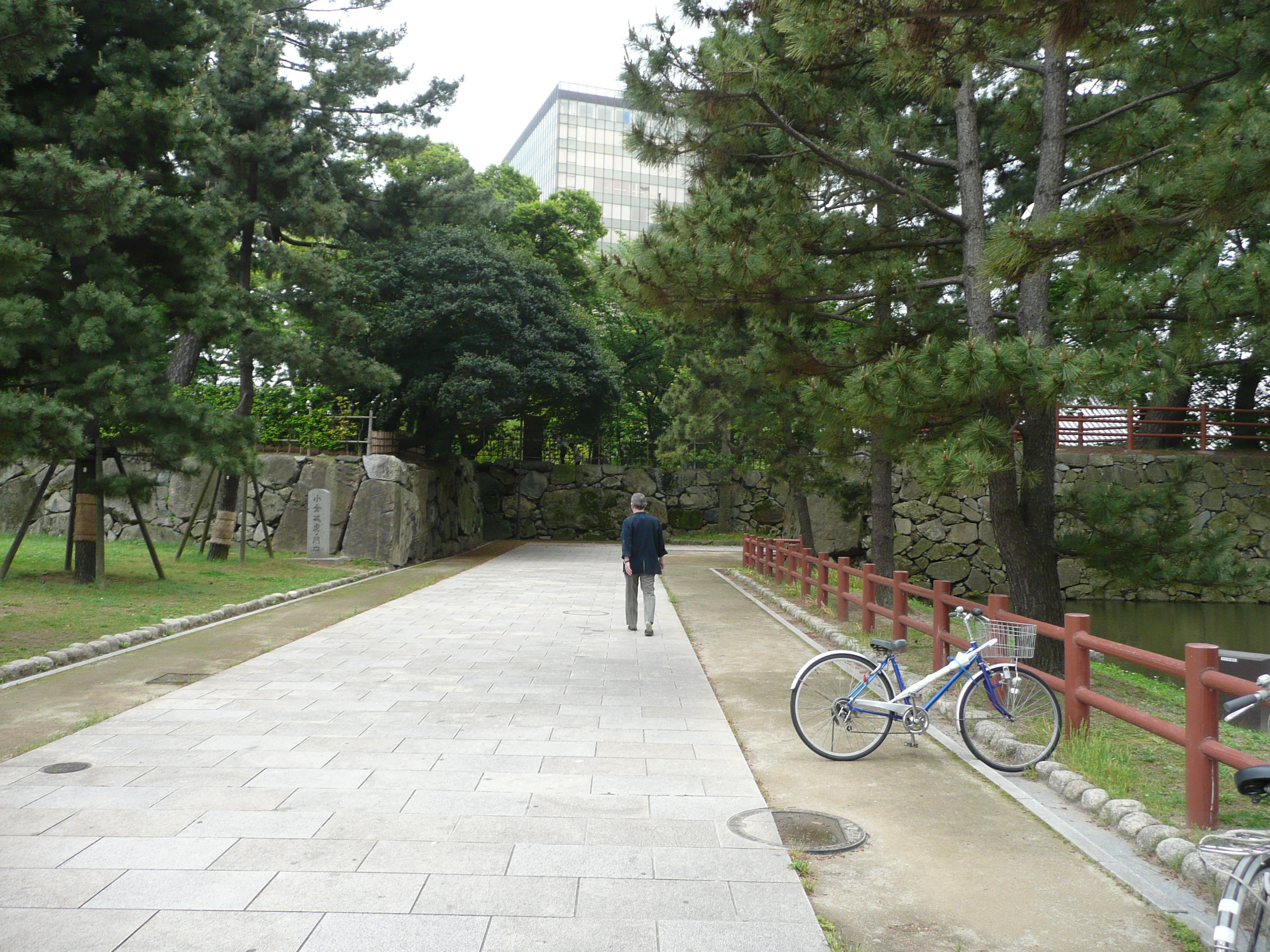
虎ノ門跡
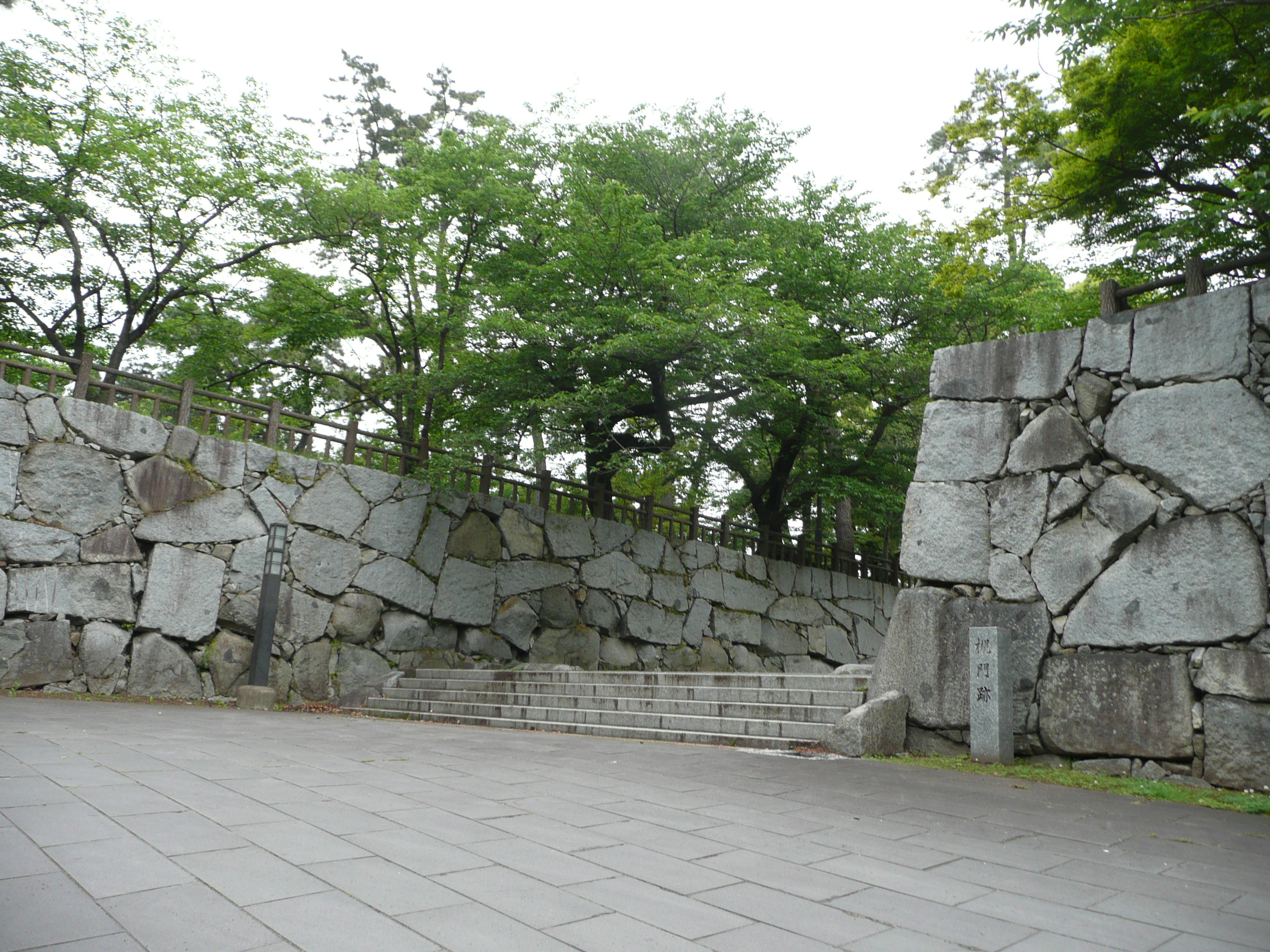
櫻門跡
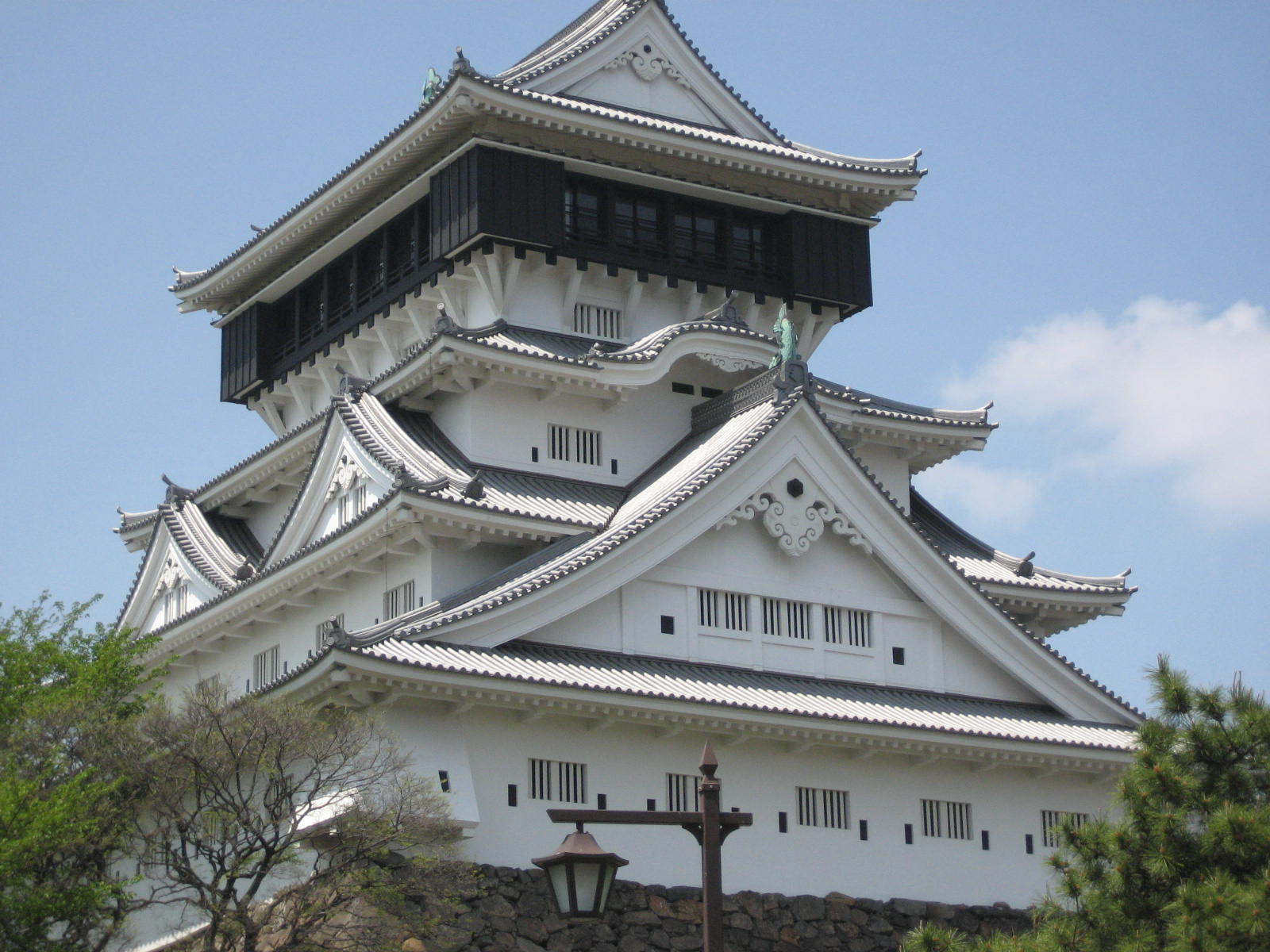
復興天守

## 海城としての小倉城
小倉城は海城であるが、豊臣氏政権時代から徳川氏政権初期段階において九州地方に入部した大名は海城を居城としていることが多い。豊臣政権時代に森氏が小倉城に入城した。徳川氏政権初期段階には細川氏が入城したが、細川氏はこれまた海城である豊前中津城（大分県中津市）を同時使用している。細川氏がそれ以前に居城としていた丹後宮津城（京都府宮津市）も海城であり、細川氏の海城に対する執着が窺える。

## 祭事・イベント
- 小倉城薪能：9月下旬
- 北九州小倉お城まつり：10月中旬
- 竹あかり：10月下旬-11月上旬
- 小倉城おしるこ会：1月上旬
- 夜桜見物：3月下旬-4月上旬（期間に限り、天守閣前広場を22時までの開門）[18]
- 小倉城桜まつり：3月下旬-4月上旬

## そのほか

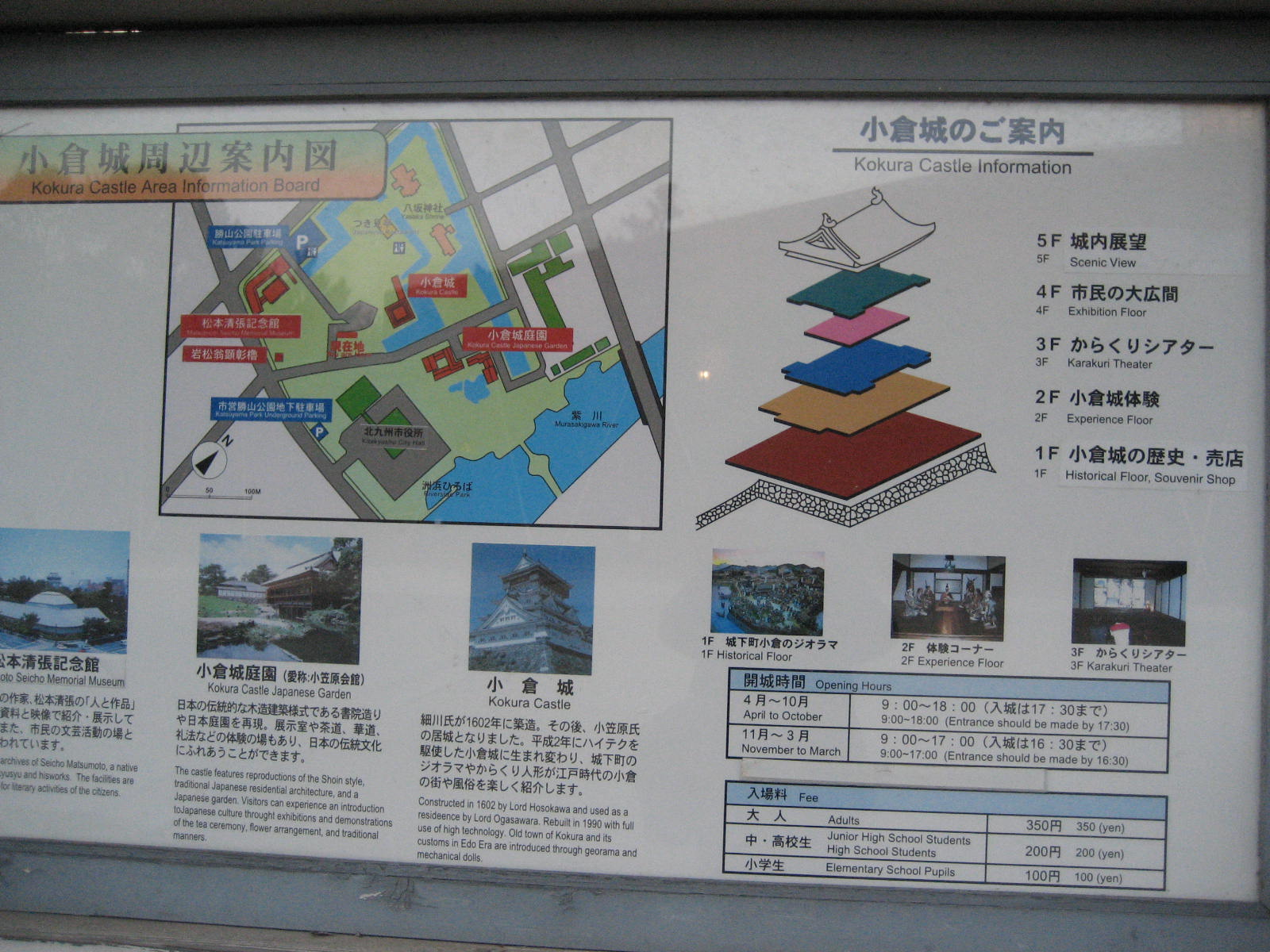
小倉城の案内板

- 北隣にリバーウォーク北九州が完成して以来、中央図書館側からは城の背景にリバーウォークの赤い建物が見える。
- 1960年（昭和35年）から10年間、小倉城内（北九州市役所敷地付近）に遊園地が設置されていた[19]。「小倉城とジェットコースター」（昭和37年頃）という絵葉書が残されている。[20]
- 天守閣広場は多数の花見客で賑わう花見の名所としても知られているが、花見の時期の広場では、バーベキュー機材やシートが放置されるなどマナーの改善が見られないため、2019年（平成31年）3月、北九州市は天守閣広場における花見について、2017年（平成29年）に設定したルールを改定、全てのエリアにおいて火気使用禁止、場所取りは当日午前8時開始とした[21]。
- バリアフリー対応として2001年（平成13年）に天守閣内にある各階段に階段昇降機が設置され、2019年（平成31年）のリニューアル時にはエレベーターが設置された。
- 城内にある着見櫓（つきみやぐら）は、漬物処「糠蔵」の店舗として営業しており、2011年からは元女子プロレスラーのデビル雅美が店長を務めていた[22] 。2022年（令和4年）6月12日に閉店。

## メディアへの登場
プラモデル
フジミ模型株式会社からフジミ建築モデルシリーズ天下の名城No.6として1/400スケールでプラモデルが製造販売されている。
NHK地デジCM「地デジ侍 テレビ維新の巻」
劇団ギンギラ太陽'Sが出演、加賀美幸子ナレーションを担当。制作にあたったのは地元北九州局ではなく福岡局であったが、ロケシーンは城前と小倉城庭園で撮影された。2分版の最後のシーンにはハローワーク小倉が移転した跡に建てられた超高層アパートの上層が映りこんでいる。

## 交通
- 九州旅客鉄道（JR九州）鹿児島本線・日豊本線西小倉駅から徒歩10分
- 山陽新幹線鹿児島本線小倉駅から徒歩15分
- 北九州高速1号線大手町出入口から約5分、勝山出入口から約2分
  - 駐車場（有料）あり